# کشتی در بازی‌های کشورهای همسود ۲۰۲۲
کشتی در بازی‌های کشورهای همسود ۲۰۲۲ (انگلیسی: Wrestling at the 2022 Commonwealth Games) مسابقات کشتی در این دوره از بازی‌ها در روزهای ۵ و ۶ اوت ۲۰۲۲ در شهر بیرمنگام، انگلستان برگزار شد. کشتی یکی از شش ورزش اصلی در این بازی‌ها بود و در تمام دوره‌ها به جز دورهٔ ۱۹۹۸ و ۲۰۰۶ (به ویژه سه مرتبه در انگلستان) جزو بازی‌ها قرار داشت، که در دوازده دستهٔ وزنی در بخش آزاد ترتیب داده شده بود.

## جدول مدال
*   کشور میزبان (انگلستان)
| رتبه           | CGA            | طلا | نقره | برنز | مجموع |
| -------------- | -------------- | --- | ---- | ---- | ----- |
| ۱              | هند            | ۶   | ۱    | ۵    | ۱۲    |
| ۲              | کانادا         | ۳   | ۵    | ۴    | ۱۲    |
| ۳              | نیجریه         | ۳   | ۲    | ۲    | ۷     |
| ۴              | پاکستان        | ۰   | ۳    | ۲    | ۵     |
| ۵              | آفریقای جنوبی  | ۰   | ۱    | ۰    | ۱     |
| ۶              | انگلستان*      | ۰   | ۰    | ۳    | ۳     |
| ۷              | استرالیا       | ۰   | ۰    | ۲    | ۲     |
| ۸              | سری‌لانکا       | ۰   | ۰    | ۱    | ۱     |
| ۸              | نیوزیلند       | ۰   | ۰    | ۱    | ۱     |
| ۸              | کامرون         | ۰   | ۰    | ۱    | ۱     |
| مجموع (۱۰ CGA) | مجموع (۱۰ CGA) | ۱۲  | ۱۲   | ۲۱   | ۴۵    |